# La città perfetta
La città perfetta è un thriller di Angelo Petrella del 2008.

## Trama
La vicenda del romanzo si sviluppa nell'arco di circa cinque anni – dal 1988 al 1993 – a Napoli e viene narrata in "presa diretta" attraverso la voce dei tre protagonisti: il primo, Sanguetta, è un ragazzo di 16 anni nato nei Quartieri Spagnoli, zona popolare del centro della città, comandata dal boss del luogo soprannominato “il Sarracino”. Sanguetta è un piccolo spacciatore che sogna di diventare boss. Intrappolato in una brutta storia di usura, omicidi e droga, verrà rinchiuso nel carcere minorile di Nisida e riuscirà a salvarsi solo a caro prezzo: quello di infiltrarsi nel clan del Sarracino per lavorare come informatore del Sisde. Per riuscire nella sua scalata al potere, Sanguetta affronta numerosi intrighi e tradimenti, che hanno luogo nel suo quartiere, tra le curve dello stadio San Paolo e la sua tifoseria delle Teste Matte, nonché in altre città italiane.
Sanguetta incrocerà più volte nel suo cammino il secondo protagonista del romanzo, soprannominato Chimicone. Studente diciottenne all'ultimo anno di scuola presso il liceo Genovesi, all'inizio del romanzo lo troviamo impegnato nella sua lotta con il movimento della Pantera: Chimicone insegue da un lato l'amore per una ragazza, Betta, e dall'altro il mito della Rivoluzione. Passando per il centro sociale Officina 99, da cui verrà cacciato per una "deriva militarista", Chimicone si troverà a fondare la Barricata Silenziosa, una cellula eversiva che si macchierà di molteplici atti terroristici nel corso degli anni Novanta. La Rivoluzione tanto agognata si trasformerà in vendetta personale, che Chimicone riuscirà a portare a termine, ma al prezzo della morte della sua ragazza e della fuga dall'Italia.
Sulle sue tracce - e su quelle di Sanguetta - si muove il terzo e ultimo protagonista del romanzo: un poliziotto della Digos soprannominato l'Americano, che farà carriera riuscendo a diventare commissario del suo reparto. Corrotto, cinico, cocainomane, patito di musica leggera, l'Americano ha come obiettivo principale quello di vendicare il suo amico e collega Gomez, ucciso dalla camorra. Nonostante gli venga affidato il compito di indagare sull'occupazione studentesca del liceo Genovesi, l'Americano condurrà un'indagine fuori dalle righe sulla morte di Gomez, ritrovandosi coinvolto in un intreccio di armi, camorra e servizi segreti deviati. Assoldato dal clan del Sarracino, anche l'Americano riuscirà nella sua scalata al potere, ma dovrà pagare il prezzo della sua vita e di quella delle persone da lui amate.

## Considerazioni
Il romanzo, uscito nell'agosto 2008, è stato subito ristampato.
Napoli è in realtà la vera protagonista della storia (non a caso, nei risguardi di copertina, vi è riportata una mappa dettagliata della città e dei luoghi in cui si svolge la narrazione). Il periodo storico in cui è ambientato il romanzo è denso di avvenimenti politici, che fanno da scenario alla narrazione: la crisi del Partito Comunista in seguito al crollo del muro di Berlino, la chiusura delle grandi fabbriche al Sud, Tangentopoli, l'esperienza del movimento studentesco extraparlamentare della Pantera, la fine dei grandi boss della camorra quali Raffaele Cutolo, Lorenzo Nuvoletta e Carmine Alfieri. Nel romanzo appaiono spesso personaggi realmente esistiti (politici, boss della camorra, personaggi dello spettacolo e dello sport).
Il linguaggio dei personaggi è sempre diretto, realistico come i dialoghi: l'autore cerca un impasto tra la sintassi slabbrata dell'idioma napoletano e il linguaggio gergale dell'italiano da strada. L'immaginario della cultura hip hop, con i suoi neologismi e la sua cadenza da slang, è ben vivo nel romanzo e, anzi, l'autore in più interviste ha citato l'importanza della musica rap nella sua scrittura. Non a caso, a margine di alcuni capitoli figurano spesso richiami e citazioni da gruppi napoletani, come a voler realizzare una colonna sonora del romanzo tratteggiando la storia della musica alternativa a Napoli. Figurano infatti canzoni tratte da: 99 Posse, Almamegretta, Co'Sang, 'A67, 24 Grana e altri.
Letterariamente, La città perfetta si discosta dalla narrativa realistica meridionale e si avvicina piuttosto, per la sua costruzione e il suo sguardo, ad alcuni modelli angloamericani anche molto diversi tra loro quali, probabilmente, Irvine Welsh, James Ellroy e Bret Easton Ellis.

## Curiosità
- La struttura del romanzo è come quella di un film in DVD: la storia è suddivisa da un intermezzo in due parti, precedute da un'introduzione e seguite da un epilogo. Alla fine del romanzo sono presenti inoltre i contenuti speciali, i crediti e il menu principale.
- Nel corso del romanzo si fa riferimento all'espressione "cane rabbioso", che in realtà rappresenta il primo romanzo di Angelo Petrella intitolato appunto Cane rabbioso.
- Per la prima volta, Petrella sperimenta l'uso della featuring (tipico del rap) in ambito letterario: due capitoli del romanzo, infatti, sono stati riscritti dagli scrittori Davide Morganti ed Alessandra Amitrano.

## Edizioni
- Angelo Petrella, La città perfetta, 2ª ed. ottobre, Garzanti Libri, 2008,  pp. 510 (copertina cartonata), ISBN 978-88-11-68645-3.